# Viche (sopa)
El viche es un plato típico de la gastronomía de la provincia de Manabí, Ecuador.
Está elaborada a base de pescado, maní, zapallo, choclo, habas, camote, verduras, maduro y yuca. Este plato es considerado como la fanesca de los manabitas por el marisco que tiene y su textura espesa, el viche forma parte del menú de comedores populares, restaurantes y hoteles tipo gourmet, por lo que es conocida como la sopa de los dioses.

## Origen
Estudios arqueológicos demuestran que las culturas chorrera, valdivia y Jama Coaque consumieron esta sopa.
Según el cronista Mario Cicala, en el año 1767, existen registros de la preparación de una sopa que se cocinaba los fines de semana en la región de Jipijapa (sur de Manabí). Ese platillo era elaborado a base de pescado, maní y verduras.

## Características
Los ingredientes primordiales son pescado u otros productos del mar, comino, plátano maduro y choclo. También importantes son la yuca, el camote y los granos.
Se hace un refrito de cebolla blanca y colorada con una porción de mantequilla, pimiento y ajo, se le añade agua caliente. Luego se mezclan las habas, habichuelas, camote, choclo, yuca y cuadritos de zapallo, plátano rallado, Después de 15 minutos se echa el maní previamente disuelto en agua y al final, el marisco ya sea pescado o camarón. Por la mezcla esta sopa aporta un gran valor calórico producto de la yuca, maní y el camote. El viche se puede preparar con otros mariscos como cangrejo.